# Matra Sports
Matra Sports – oddział francuskiej firmy Matra, odpowiedzialny za sporty motorowe i funkcjonujący w latach 1964–1974. Samochody Matra odnosiły sukcesy w takich seriach wyścigowych, jak 24h Le Mans, Formuła 3, Formuła 2 czy Formuła 1, zdobywając w tej ostatniej w sezonie 1969 mistrzostwo konstruktorów oraz za sprawą Jackiego Stewarta kierowców.

## Historia
W 1964 roku producent rakiet i wyrobów lotniczych, Matra, wykupił upadającą spółkę Automobiles René Bonnet. W październiku 1964 z firmy został wydzielony pododdział, Matra Sports, mający być odpowiedzialnym za sporty motorowe. Matra była zdeterminowana, by przywrócić Francję na szczyt międzynarodowych wyścigów, jako że po II wojnie światowej dominowali głównie konstruktorzy brytyjscy.

### Formuły wyścigowe
Używając doświadczenia lotniczego, na sezon 1965 Francuskiej Formuły 3 skonstruowano stalowe monocoque. Samochód wyposażono w silnik produkcji Coswortha, a jego kierowcami byli Jean-Pierre Jaussaud i Jean-Pierre Beltoise. Szybko przyniosło to oczekiwane efekty, jako że kierowcy ci wygrywali wyścigi, dzięki czemu Matra w swoim debiutanckim sezonie zdobyła tytuł we Francuskiej Formule 3. W 1966 roku do Matra Sports dołączyli Brytyjczycy Ken Tyrrell i Jackie Stewart. Matra postanowiła wystawić samochód – w całości wyprodukowany z aluminium – w Formule 2. Wprawdzie Matry nie były szybsze od Brabhamów-Honda, ale Beltoise zdołał wywalczyć dla Matry pierwsze zwycięstwo w Formule 2, na torze Nürburgring. W następnym roku Jacky Ickx wywalczył Matrą tytuł mistrza Europejskiej Formuły 2.
Matra, zachęcona sukcesami w niższych seriach wyścigowych, zwróciła się w stronę Formuły 1. Celem marki było stać się dominującą siłą z zupełnie francuskim samochodem, co wymusiło na niej prace nad odpowiednim silnikiem. Inżynierowie zdecydowali się na silnik V12 z czterema wałkami rozrządu. Chociaż na początku 1967 roku ogłoszono rozpoczęcie prac nad silnikiem, szybko stało się oczywiste, że nie będzie on gotowy na pierwszy wyścig sezonu 1968. Dzięki kontaktom Tyrrella w Wielkiej Brytanii zespół zdołał zapewnić sobie silniki Cosworth DFV V8, które zdobyły reputację poprzez dobre osiągi w Lotusach 49. Matra MS9, pierwszy samochód Formuły 1 konstrukcji Matry (wcześniej wystawiane w Formule 1 modele MS5 i MS7 były skonstruowane według specyfikacji Formuły 2) był nieco ulepszonym samochodem Formuły 2 i służył głównie do testów, chociaż w pierwszym wyścigu sezonu 1968 startował z pierwszego rzędu.
Kolejnym modelem był MS10, który został zaprojektowany specjalnie pod jednostkę Coswortha, która jednak poprzez użycie w modelu ramy pomocniczej nie została tak dobrze wykorzystana jak w Lotusie 49. Stewart w piątym wyścigu sezonu zdobył dla Matry pierwsze zwycięstwo, a w dalszej części sezonu zwyciężył jeszcze dwa razy, w tym podczas deszczowego wyścigu na torze Nürburgring. Podczas gdy Ken Tyrrell wystawiał dwa MS10, Matra zadebiutowała w Monako modelem MS11 z silnikiem V12. Silnik ten produkował około 390 KM mocy, ale sam samochód miał stosunkowo słabe osiągi. Matra MS10 natomiast umożliwiła Stewartowi zajęcie drugiego miejsca w klasyfikacji kierowców sezonu 1968 (za Grahamem Hillem). W klasyfikacji konstruktorów Matra zajęła trzecie miejsce, za Lotusem i McLarenem.
Rozczarowana silnikiem V12 Matra zdecydowała się nie wystawiać swojego samochodu, a ulepszać silnik i dostarczać samochody zespołowi Matra International Kena Tyrrella. W pierwszym wyścigu sezonu Stewart jechał znacznie zmodyfikowaną wersją modelu MS10. Największą zmianą było nadwozie w kształcie butelki Coca-Coli. Miało to na celu zapewnić większy zbiornik paliwa. Usunięto tylną ramę pomocniczą, przez co silnik był lżejszy i osiągał większą moc. Przebudowano zawieszenie. Te zmiany spowodowały, że MS10 nadal był konkurencyjnym samochodem. Po powrocie do Europy Stewart otrzymał Matrę MS80, której używał do końca sezonu.
W rękach Stewarta MS80 był zwycięskim samochodem, począwszy od niewliczanego do klasyfikacji mistrzostw Oulton Gold Cup. Szkot wygrał 5 Grand Prix i zdobył tytuł mistrza świata. Matra ponadto zdobyła tytuł w klasyfikacji konstruktorów. Oznacza to, że Matra MS80 jest jedynym nie licząc Ferrari mistrzowskim samochodem Formuły 1 wyprodukowanym poza Wielką Brytanią (mistrzowskie Renault, Red Bulle i Mercedesy zostały zbudowane w Wielkiej Brytanii).
Pod koniec 1969 roku Matra została nabyta przez Simkę. Simca postawiła Tyrrellowi ultimatum, w myśl którego jeśli chciałby nadal otrzymywać nadwozia Matry, to będzie musiał zgodzić się na zamianę silników Ford Cosworth DFV na silniki Matra V12. Tyrrell był bardzo niechętny do rezygnacji ze sprawdzonej jednostki Coswortha na rzecz silnika Matry i zerwał współpracę z Matrą. W 1970 roku nawiązał współpracę z Marchem, nadal korzystając z silników Forda. Stewart odniósł wówczas jedno zwycięstwo. Następnie Tyrrell postanowił budować własne samochody, zdobywając w sezonie 1971 tytuły kierowców (Stewart) i konstruktorów. W roku 1973 Stewart po raz trzeci zdobył tytuł mistrza świata kierowców.
Rozstanie Matry z Tyrrellem i Cosworthem spowodowało, że Matra przestała wygrywać. W ciągu trzech sezonów, kiedy to używano Matry MS120 z silnikiem V12, kierowcy zespołu zdobyli jedynie kilka trzecich miejsc. Matra później wycofała się jako konstruktor, ale do początku lat 80. dostarczała silniki zespołom Shadow i Ligier.
W połowie lat 70. pojawiły się informacje, jakoby Matra rozważała powrót do Formuły 1 jako konstruktor. Koncern stworzył niewielki model samochodu nazwany MSX, ale nie wiadomo nic więcej na temat tego projektu.

### 24h Le Mans
Pierwszym prototypem Matry na wyścig 24h Le Mans był model Matra MS610, opierający się na modelu Djet. Wyposażony on był w silnik Lotusa o pojemności 1,6 l.
Nowy prototyp, oznaczony symbolem MS620, powstał przy współpracy z BRM. W samochodzie znajdował się silnik BRM V8 o pojemności 2 litrów, który wywodził się z silnika 1,5-litrowego napędzającego mistrzowski samochód Grahama Hilla w Formule 1 w 1962 roku. Pierwsza publiczna prezentacja tego modelu miała miejsce w kwietniu 1966 roku na torze Circuit de la Sarthe. Od samochodu nie oczekiwano dobrych wyników; miał on raczej służyć jako platforma testowa. W 1966 roku wystawiając zespół Matra Sports SARL, koncern zadebiutował w wyścigu 24h Le Mans, jednak najlepszą pozycją było 33 miejsce Johnny'ego Servoz-Gavina i Jeana-Pierre'a Beltoise. Do testów przed wyścigiem w 1967 Matra używała również modelu z silnikiem Forda o pojemności 4,7 litra (identycznym z napędzającym zwycięskiego Forda GT40 z 1966 roku), ale model ten nigdy nie wyszedł poza fazę testów.
W 1967 roku Matra wprowadziła model Matra MS630 inspirowany poprzednikiem, z rurowatym nadwoziem. Model charakteryzował się wyraźnymi liniami, opadającymi przednimi spojlerami czy dużymi wlotami powietrza. Pierwszy model był napędzany przez silnik BRM, ale został on uszkodzony podczas wypadku w kwietniu 1967 roku, podczas którego zginął kierowca, Robby Weber. Na wyścig 24h Le Mans wystawiono dwa nowe MS630-BRM, ale nie dojechały one do mety.
Mimo trudnych początków Matra podchodziła do projektów z dużym zapałem. Zaprojektowali własny silnik V12 inspirowany jednostką Ferrari, który miał być użyty zarówno w Formule 1, jak i w 24h Le Mans. Jednakże produkcja się opóźniała, więc tymczasowo zastosowano silniki Forda. Pierwszy raz Matra-Ford wystartowała we wrześniu 1967 roku w zawodach Coupes de Paris, ale nie odniosła sukcesu. Jednakże w zawodach 100km Paryża Henri Pescarolo prowadził w deszczu przed Jackym Ickxem i Jo Schlesserem. Jednakże MS630 nie ukończył wyścigu.
W 1968 roku został zaprezentowany model MS630 z silnikiem Matra V12. Pierwszym wyścigiem tego modelu było 1000km Spa.
Wyścig o 24h Le Mans wygrała załoga Pedro Rodríguez-Lucien Bianchi na Fordzie GT40, ale na trzecim miejscu podążał Henri Pescarolo w modelu MS630, mimo faktu, że była noc, padał deszcz, a on nie miał wycieraczek. Osiem godzin przed metą drugi Ignazio Giunti spędził w boksach 20 minut, przez co Pescarolo awansował na drugie miejsce. Później jednak Pescarolo przebił oponę i zjechał do boksów, gdzie nastąpiło zwarcie oraz mały pożar, przez co francuska ekipa nie ukończyła wyścigu.

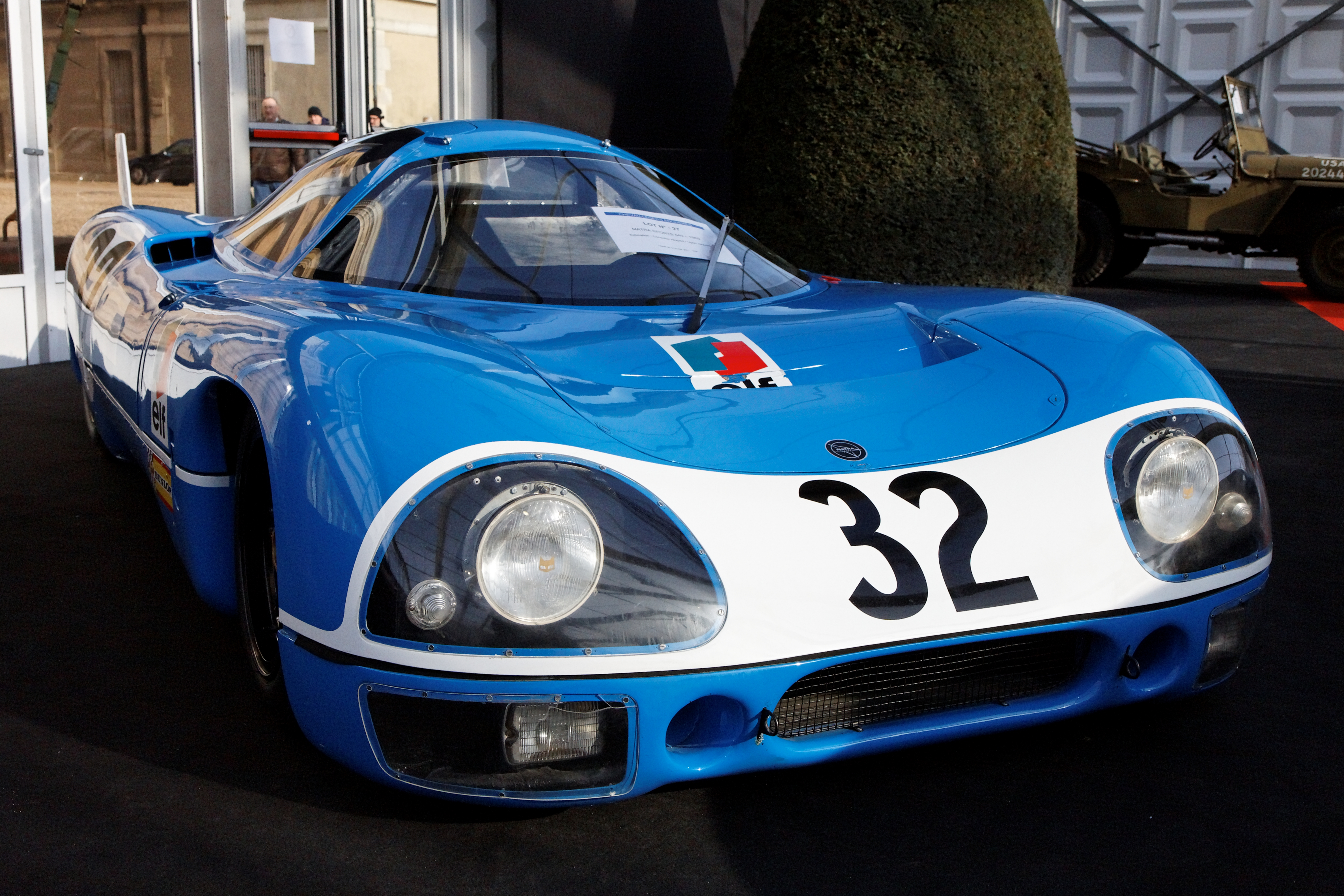
Matra MS640

Przed 24h Le Mans w 1969 roku Matra zatrudniła inżyniera ds. aerodynamiki, Roberta Chouleta, który miał wyprodukować coupé specjalnie przeznaczone na 24h Le Mans. Z powodu wcześniejszej współpracy z Charlesem Deutschem, Choulet nadał modelowi MS640 wygląd podobny do Peugeota CD, z okrągłymi kształtami, płynnymi nadkolami (z częściowo zakrytymi tylnymi kołami) i płetwami z tyłu.
16 kwietnia odbywał się trening przed 24h Le Mans. Henri Pescarolo chciał rozgrzać silnik. Na pierwszych kilometrach silnik zapalił się, po czym ogień przeszedł na cały samochód. Pescarolo przeżył, ale był ciężko poparzony. Choulet oskarżał Pescarolo, że ten zniszczył "jego" samochód, ponieważ od razu otworzył przepustnicę na maksimum, zamiast dodawać gazu stopniowo. Matra MS640 nigdy nie została odbudowana.
Matra MS650 po raz pierwszy pojawiła się na wyścigu w 1969 roku. Była ona długa i wąska. Beltoise i Piers Courage zostali sklasyfikowani na czwartym miejscu.
Na 24h Le Mans 1970 Matra wystawiła jeden model MS660, bardziej opływowy i lżejszy. Jednakże w tym okresie Matra skupiła swoje wysiłki na Formule 1.
W 1972 roku MS660 został nieco zmodyfikowany i oznaczony jako MS660C. W tym okresie Matra Sports zaprzestała działalności w sporcie z wyjątkiem wyścigów długodystansowych. Chociaż sporo się o nim mówiło, MS660C nie odegrał większej roli w wyścigu 24h Le Mans w 1972 roku. W wyścigu tym dominowały natomiast zupełnie nowe Matry MS670, zajmując dwa pierwsze miejsca.
MS670 wygrał zawody ponownie, w 1973 i 1974 roku. Dzięki temu Matra trzy razy z rzędu wygrała te zawody.
W 1974 roku Matra stworzyła bardziej aerodynamiczną odmianę MS670, oznaczoną MS680. Odmiana ta wzięła udział w 24h Le Mans w 1974, ale nie ukończyła wyścigu.

### Koniec
W grudniu 1974 roku Matra wycofała się ze sportów motorowych, a przyczyną tego był fakt, że według Legardère'a ich celem było wygrać, a nie być na szczycie. Poza tym Matra w 1964 roku założyła, że w ciągu 10 lat zdobędzie mistrzostwo Formuły 1, i tak też się stało. W różnych seriach wyścigowych Matra odniosła łącznie około 125 zwycięstw.
Po wycofaniu swojego zespołu Matra dostarczała w Formule 1 silniki zespołom Shadow (1975) oraz Ligier (1976–1978 oraz 1981–1982).
Dziś Matra ma muzeum, w którym są pokazywane różne modele biorące udział w różnych zawodach wyścigowych. Wiele modeli znajduje się również w prywatnych rękach.

## Wyniki w Formule 1
| Legenda oznaczeń w tabelach wyników Wyświetl szablon na nowej stronie | Legenda oznaczeń w tabelach wyników Wyświetl szablon na nowej stronie                                                                     |
| Oznaczenie                                                            | Wyjaśnienie |
| --------------------------------------------------------------------- | --- |
| Złoty                                                                 | Zwycięzca lub mistrzostwo |
| Srebrny                                                               | 2. miejsce lub wicemistrzostwo |
| Brązowy                                                               | 3. miejsce lub II wicemistrzostwo |
| Zielony                                                               | Ukończył, punktował (w klasyfikacji generalnej, gdy zdobył co najmniej jeden punkt na przestrzeni sezonu, poza trzema powyższymi opcjami) |
| Niebieski                                                             | Ukończył, nie punktował (w klasyfikacji generalnej, gdy nie zdobył co najmniej jednego punktu na przestrzeni sezonu)                      |
| Czerwony                                                              | Nie zakwalifikował się (NZ) |
| Czerwony                                                              | Nie prekwalifikował się (NPK) |
| Różowy                                                                | Nie ukończył (NU) |
| Różowy                                                                | Niesklasyfikowany (NS) (w klasyfikacji generalnej, gdy nie został sklasyfikowany w żadnym wyścigu sezonu)                                 |
| Czarny                                                                | Zdyskwalifikowany (DK) |
| Czarny                                                                | Wykluczony (WYK/EX) |
| Biały                                                                 | Nie wystartował (NW) |
| Biały                                                                 | Kontuzjowany (K/INJ) |
| Biały                                                                 | Wyścig odwołany (OD/C) |
| Bez koloru                                                            | Został wycofany (WYC/WD) |
| Bez koloru                                                            | Nie przybył (NP/DNA) |
| Bez koloru                                                            | Nie brał udziału w treningach (NT/DNP) |
| Bez koloru                                                            | Nie został zgłoszony (–) |
| Pogrubienie                                                           | Start z pole position |
| Kursywa                                                               | Najszybsze okrążenie wyścigu |
| †                                                                     | Nie ukończył, ale jego rezultat został zaliczony ze względu na przejechanie więcej niż 90% dystansu wyścigu.                              |
| *                                                                     | Sezon w trakcie |
| 1/2/3                                                                 | Punktowana pozycja w sprincie kwalifikacyjnym                                                                                             |
| Lista systemów punktacji Formuły 1                                    | |

### Jako konstruktor
| Sezon | Zespół                      | Samochód     | Silnik    | Opony | Kierowcy             | 1   | 2   | 3   | 4   | 5   | 6   | 7   | 8   | 9   | 10  | 11  | 12  | 13  | Pkt. | Msc. |
| ----- | --------------------------- | ------------ | --------- | ----- | -------------------- | --- | --- | --- | --- | --- | --- | --- | --- | --- | --- | --- | --- | --- | ---- | ---- |
| 1966  | Tyrrell Racing Organisation | Matra MS5    | BRM R4    | D     |                      | MCO | BEL | FRA | GBR | NLD | DEU | ITA | USA | MEX |     |     |     |     | 0    | NS   |
| 1966  | Tyrrell Racing Organisation | Matra MS5    | BRM R4    | D     | Hubert Hahne         |     |     |     |     |     | 9   |     |     |     |     |     |     |     | 0    | NS   |
| 1966  | Tyrrell Racing Organisation | Matra MS5    | Ford R4   | D     | Jacky Ickx           |     |     |     |     |     | NU  |     |     |     |     |     |     |     | 0    | NS   |
| 1966  | Matra Sports                | Matra MS5    | Ford R4   | D     | Jo Schlesser         |     |     |     |     |     | 10  |     |     |     |     |     |     |     | 0    | NS   |
| 1966  | Matra Sports                | Matra MS5    | Ford R4   | D     | Jean-Pierre Beltoise |     |     |     |     |     | 8   |     |     |     |     |     |     |     | 0    | NS   |
| 1967  | Matra Sports                | Matra MS7    | Ford R4   | D     |                      | ZAF | MCO | NLD | BEL | FRA | GBR | DEU | CND | ITA | USA | MEX |     |     | 0    | 12   |
| 1967  | Matra Sports                | Matra MS7    | Ford R4   | D     | Jean-Pierre Beltoise |     | NZ  |     |     |     |     |     |     |     | 7   | 7   |     |     | 0    | 12   |
| 1967  | Matra Sports                | Matra MS7    | Ford R4   | D     | Johnny Servoz-Gavin  |     | NU  |     |     |     |     |     |     |     |     |     |     |     | 0    | 12   |
| 1967  | Tyrrell Racing Organisation | Matra MS7    | Ford R4   | D     | Jacky Ickx           |     |     |     |     |     |     | NU  |     |     |     |     |     |     | 0    | 12   |
| 1967  | Ecurie Ford-France          | Matra MS5    | Ford R4   | D     | Jo Schlesser         |     |     |     |     |     |     | NU  |     |     |     |     |     |     | 0    | 12   |
| 1968  | Matra Sports                | Matra MS11   | Matra V12 | D     |                      | ZAF | ESP | MCO | BEL | NLD | FRA | GBR | DEU | ITA | CND | USA | MEX |     | 8    | 9    |
| 1968  | Matra Sports                | Matra MS11   | Matra V12 | D     | Jean-Pierre Beltoise |     |     | NU  | 8   | 2   | 9   | NU  | NU  | 5   | NU  | NU  | NU  |     | 8    | 9    |
| 1968  | Matra Sports                | Matra MS11   | Matra V12 | D     | Henri Pescarolo      |     |     |     |     |     |     |     |     |     | NU  | NW  | 9   |     | 8    | 9    |
| 1968  | Matra Sports                | Matra MS7    | Ford R4   | D     | Jean-Pierre Beltoise | 6   |     |     |     |     |     |     |     |     |     |     |     |     | 45   | 3    |
| 1968  | Matra International         | Matra MS9    | Ford V8   | D     | Jackie Stewart       | NU  |     |     |     |     |     |     |     |     |     |     |     |     | 45   | 3    |
| 1968  | Matra International         | Matra MS10   | Ford V8   | D     | Jackie Stewart       |     |     |     | 4   | 1   | 3   | 6   | 1   | NU  | 6   | 1   | 7   |     | 45   | 3    |
| 1968  | Matra International         | Matra MS10   | Ford V8   | D     | Jean-Pierre Beltoise |     | 5   |     |     |     |     |     |     |     |     |     |     |     | 45   | 3    |
| 1968  | Matra International         | Matra MS10   | Ford V8   | D     | Johnny Servoz-Gavin  |     |     | NU  |     |     |     |     |     | 2   | NU  |     | NU  |     | 45   | 3    |
| 1969  | Matra International         | Matra MS10   | Ford V8   | D     |                      | ZAF | ESP | MCO | NLD | FRA | GBR | DEU | ITA | CND | USA | MEX |     |     | 66   | 1    |
| 1969  | Matra International         | Matra MS10   | Ford V8   | D     | Jackie Stewart       | 1   |     |     |     |     |     |     |     |     |     |     |     |     | 66   | 1    |
| 1969  | Matra International         | Matra MS10   | Ford V8   | D     | Jean-Pierre Beltoise | 6   |     |     |     |     |     |     |     |     |     |     |     |     | 66   | 1    |
| 1969  | Matra International         | Matra MS80   | Ford V8   | D     | Jackie Stewart       |     | 1   | NU  | 1   | 1   | 1   | 2   | 1   | NU  | NU  | 4   |     |     | 66   | 1    |
| 1969  | Matra International         | Matra MS80   | Ford V8   | D     | Jean-Pierre Beltoise |     | 3   | NU  | 8   | 2   |     | 12  | 3   | 4   | NU  | 5   |     |     | 66   | 1    |
| 1969  | Matra International         | Matra MS84   | Ford V8   | D     | Jean-Pierre Beltoise |     |     |     |     |     | 9   |     |     |     |     |     |     |     | 66   | 1    |
| 1969  | Matra International         | Matra MS84   | Ford V8   | D     | Johnny Servoz-Gavin  |     |     |     |     |     |     |     |     | 6   | NS  | 8   |     |     | 66   | 1    |
| 1969  | Matra International         | Matra MS7    | Ford V8   | D     | Jean-Pierre Beltoise |     |     |     |     |     |     | 12  |     |     |     |     |     |     | 66   | 1    |
| 1969  | Matra Sports                | Matra MS7    | Ford R4   | D     | Henri Pescarolo      |     |     |     |     |     |     | 5   |     |     |     |     |     |     | 66   | 1    |
| 1970  | Equipe Matra Elf            | Matra MS120  | Matra V12 | G     |                      | ZAF | ESP | MCO | BEL | NLD | FRA | GBR | DEU | AUT | ITA | CND | USA | MEX | 23   | 7    |
| 1970  | Equipe Matra Elf            | Matra MS120  | Matra V12 | G     | Jean-Pierre Beltoise | 4   | NU  | NU  | 3   | 5   | 13  | NU  | NU  | 6   | 3   | 8   | NU  | 5   | 23   | 7    |
| 1970  | Equipe Matra Elf            | Matra MS120  | Matra V12 | G     | Henri Pescarolo      | 7   | NU  | 3   | 6   | 8   | 5   | NU  | 6   | 14  | NU  | 7   | 8   | 9   | 23   | 7    |
| 1971  | Equipe Matra Sports         | Matra MS120  | Matra V12 | G     |                      | ZAF | ESP | MCO | NLD | FRA | GBR | DEU | AUT | ITA | CND | USA |     |     | 9    | 7    |
| 1971  | Equipe Matra Sports         | Matra MS120  | Matra V12 | G     | Chris Amon           | 5   |     |     |     |     |     |     |     |     |     |     |     |     | 9    | 7    |
| 1971  | Equipe Matra Sports         | Matra MS120B | Matra V12 | G     | Chris Amon           |     | 3   | NU  | NU  | 5   | NU  | NU  |     | 6   | 10  | 12  |     |     | 9    | 7    |
| 1971  | Equipe Matra Sports         | Matra MS120B | Matra V12 | G     | Jean-Pierre Beltoise |     | 6   | NU  | 9   | 7   | 7   |     |     |     | NU  | 8   |     |     | 9    | 7    |
| 1972  | Equipe Matra                | Matra MS120C | Matra V12 | G     |                      | ARG | ZAF | ESP | MCO | BEL | FRA | GBR | DEU | AUT | ITA | CND | USA |     | 12   | 8    |
| 1972  | Equipe Matra                | Matra MS120C | Matra V12 | G     | Chris Amon           | NU  | 15  | NU  | 6   | 6   |     |     |     |     |     |     |     |     | 12   | 8    |
| 1972  | Equipe Matra                | Matra MS120D | Matra V12 | G     | Chris Amon           |     |     |     |     |     | 3   | 4   | 15  | 5   | NU  | 6   | 15  |     | 12   | 8    |

### Jako dostawca silników
| Sezon | Zespół                 | Samochód     | Silnik    | Opony | Kierowcy              | 1   | 2   | 3   | 4   | 5   | 6   | 7   | 8   | 9   | 10  | 11  | 12  | 13  | 14  | 15  | 16  | 17  | Pkt. | Msc. |
| ----- | ---------------------- | ------------ | --------- | ----- | --------------------- | --- | --- | --- | --- | --- | --- | --- | --- | --- | --- | --- | --- | --- | --- | --- | --- | --- | ---- | ---- |
| 1975  | UOP Shadow Racing Team | Shadow DN7   | Matra V12 | G     |                       | ARG | BRA | ZAF | ESP | MCO | BEL | SWE | NLD | FRA | GBR | DEU | AUT | ITA | USA |     |     |     | 0    | NS   |
| 1975  | UOP Shadow Racing Team | Shadow DN7   | Matra V12 | G     | Jean-Pierre Jarier    |     |     |     |     |     |     |     |     |     |     |     | NU  | NU  |     |     |     |     | 0    | NS   |
| 1976  | Ligier Gitanes         | Ligier JS5   | Matra V12 | G     |                       | BRA | ZAF | USW | ESP | BEL | MCO | SWE | FRA | GBR | DEU | AUT | NLD | ITA | CND | USA | JPN |     | 20   | 6    |
| 1976  | Ligier Gitanes         | Ligier JS5   | Matra V12 | G     | Jacques Laffite       | NU  | NU  | 4   | 12  | 3   | 12  | 4   | 14  | NU  | NU  | 2   | NU  | 3   | NU  | NU  | 7   |     | 20   | 6    |
| 1977  | Ligier Gitanes         | Ligier JS7   | Matra V12 | G     |                       | ARG | BRA | ZAF | USW | ESP | MCO | BEL | SWE | FRA | GBR | DEU | AUT | NLD | ITA | USA | CND | JPN | 18   | 8    |
| 1977  | Ligier Gitanes         | Ligier JS7   | Matra V12 | G     | Jacques Laffite       | NU  | NU  | NU  | 9   | 7   | 7   | NU  | 1   | 8   | 6   | NU  | NU  | 2   | 8   | 7   | NU  | 5   | 18   | 8    |
| 1977  | Ligier Gitanes         | Ligier JS7   | Matra V12 | G     | Jean-Pierre Jarier    |     |     |     |     |     |     |     |     |     |     |     |     |     |     |     |     | NU  | 18   | 8    |
| 1978  | Ligier Gitanes         | Ligier JS7   | Matra V12 | G     |                       | ARG | BRA | ZAF | USW | MCO | BEL | ESP | SWE | FRA | GBR | DEU | AUT | NLD | ITA | USA | CND |     | 19   | 6    |
| 1978  | Ligier Gitanes         | Ligier JS7   | Matra V12 | G     | Jacques Laffite       | 16  | 9   |     |     |     |     |     |     |     |     |     |     |     |     |     |     |     | 19   | 6    |
| 1978  | Ligier Gitanes         | Ligier JS7/9 | Matra V12 | G     | Jacques Laffite       |     |     | 5   | 5   |     | 5   |     |     | 7   | 10  |     |     |     |     |     |     |     | 19   | 6    |
| 1978  | Ligier Gitanes         | Ligier JS9   | Matra V12 | G     | Jacques Laffite       |     |     |     |     | NU  |     | 3   | 7   |     |     | 3   | 5   | 7   | 4   | 11  | NU  |     | 19   | 6    |
| 1981  | Equipe Talbot Gitanes  | Ligier JS17  | Matra V12 | M     |                       | USW | BRA | ARG | SMR | BEL | MCO | ESP | FRA | GBR | DEU | AUT | NLD | ITA | CND | VEG |     |     | 44   | 4    |
| 1981  | Equipe Talbot Gitanes  | Ligier JS17  | Matra V12 | M     | Jean-Pierre Jarier    | NU  | 7   |     |     |     |     |     |     |     |     |     |     |     |     |     |     |     | 44   | 4    |
| 1981  | Equipe Talbot Gitanes  | Ligier JS17  | Matra V12 | M     | Jean-Pierre Jabouille |     |     | NZ  | NS  | NU  | NZ  | NU  |     |     |     |     |     |     |     |     |     |     | 44   | 4    |
| 1981  | Equipe Talbot Gitanes  | Ligier JS17  | Matra V12 | M     | Patrick Tambay        |     |     |     |     |     |     |     | NU  | NU  | NU  | NU  | NU  | NU  | NU  | NU  |     |     | 44   | 4    |
| 1981  | Equipe Talbot Gitanes  | Ligier JS17  | Matra V12 | M     | Jacques Laffite       | NU  | 6   | NU  | NU  | 2   | 3   | 2   | NU  | 3   | 3   | 1   | NU  | NU  | 1   | 6   |     |     | 44   | 4    |
| 1982  | Equipe Talbot Gitanes  | Ligier JS17B | Matra V12 | M     |                       | ZAF | BRA | USW | SMR | BEL | MCO | USE | CND | NLD | GBR | FRA | DEU | AUT | CHE | ITA | VEG |     | 20   | 8    |
| 1982  | Equipe Talbot Gitanes  | Ligier JS17B | Matra V12 | M     | Eddie Cheever         | NU  | NU  |     |     |     |     |     |     |     |     |     |     |     |     |     |     |     | 20   | 8    |
| 1982  | Equipe Talbot Gitanes  | Ligier JS17B | Matra V12 | M     | Jacques Laffite       | NU  | NU  |     |     | 9   |     | 6   | NU  |     |     |     |     |     |     |     |     |     | 20   | 8    |
| 1982  | Equipe Talbot Gitanes  | Ligier JS19  | Matra V12 | M     | Eddie Cheever         |     |     | NU  |     | 3   | NU  | 2   | 10  | NZ  | NU  | 16  | NU  | NU  | NU  | 6   | 3   |     | 20   | 8    |
| 1982  | Equipe Talbot Gitanes  | Ligier JS19  | Matra V12 | M     | Jacques Laffite       |     |     | NU  |     |     | NU  |     |     | NU  | NU  | 14  | NU  | 3   | NU  | NU  | NU  |     | 20   | 8    |